# Manerba del Garda

Au plafond de la Chiesa di Santa Maria Assunta (Manerba del Garda). Peinture de Giovanni Verenini représentant les vertues cardinales. Juin 2023.

Manerba del Garda est une commune italienne de la province de Brescia dans la région Lombardie en Italie.

## Administration
| Période                                  | Période | Identité                 | Étiquette | Qualité |
| ---------------------------------------- | ------- | ------------------------ | --------- | ------- |
| 2009                                     | 2014    | Paolo Mariantonio Simoni | LN        | -       |
| Les données manquantes sont à compléter. |         |                          |           |         |

### Hameaux
Solarolo, Montinelle, Balbiana, Pieve, Crociale, Gardoncino

### Communes limitrophes
Bardolino, Desenzano del Garda, Garda, Moniga del Garda, Polpenazze del Garda, Puegnago sul Garda, San Felice del Benaco, Soiano del Lago